# Kolbeho elektrolýza
Kolbeho elektrolýza nebo Kolbeova reakce je organická reakce spočívající v dekarboxylační dimerizaci dvou karboxylových kyselin nebo karboxylátových iontů. Souhrnná rovnice vypadá takto:
Při použití dvou různých karboxylátů se vytvářejí všechny jejich možné kombinace:
3 R1COO− + 3 R2COO− → R1−R1 + R1−R2 + R2−R2 + 6 CO2 + 6 e−
Reakční mechanismus spočívá v dvoukrokové radikálové reakci: elektrochemickou dekarboxylací vzniká radikálový meziprodukt, který spojením s druhým radikálem vytvoří konečný produkt. Jako příklad může sloužit elektrolýza kyseliny octové za vzniku ethanu a oxidu uhličitého:
CH3COOH → CH3COO− → CH3COO· → CH3· + CO2
2CH3· → CH3CH3
Dalším případem je tvorba 2,7-dimethyl-2,7-dinitrooktanu z kyseliny 4-methyl-4-nitrovalerové: